# Södra Degernässlätten-Sundet
Södra Degernässlätten-Sundet är ett naturreservat i Umeå kommun i Västerbottens län.
Området är naturskyddat sedan 2007 och är 169 hektar stort. Reservatet omfattar ett område längs Degernäsbäcken med svämsjöar och våtmarker som utnyttjas av svanar, gäss, änder och tranor.